# Malcolm Anderson
Malcolm James „Mal“ Anderson (* 3. března 1935, Theodore) je bývalý australský tenista. Podle statistik Adriana Quista byl v roce 1957 singlovou světovou dvojkou. Toho roku dosáhl svého největšího úspěchu, když vyhrál dvouhru na US Open. Podařilo se mu to jako prvnímu nenasazenému hráči v historii. Neúspěšně hrál finále v New Yorku i rok poté, prohrál s Ashley Cooperem. Na domácím australském mistrovství se dvakrát probil do finále - v pozoruhodném rozpětí čtrnácti let (1958, 1972). V prvém případě podlehl znovu Ashley Cooperovi, ve druhém Kenu Rosewallovi. Tehdy mu bylo již 36 let, ale jeho soupeř Rosewall byl ještě o rok starší, šlo o proslulé "finále starců" či "golden oldies". Jeho maximem ve Wimbledonu bylo čtvrtfinále. Na French Open nejezdil, s jedinou výjimkou roku 1957, kdy vypadl ve 2. kole. Toho roku ale v Paříži vyhrál čtyřhru, s krajanem Ashley Cooperem. V roce 1973 vyhrál mužskou čtyřhru s Johnem Newcombem na Australian Open a v roce 1957 tamtéž čtyřhru smíšenou, s Fay Mullerovou. Ke konci roku 1958 přestoupil k profesionálům a v roce 1959 vyhrál britské profesionální mistrovství. S australskou reprezentací vyhrál v letech 1957 a 1973 Davisův pohár, jeho bilance v této soutěži byla 13 výher, 6 proher. Roku 1972 obdržel Řád britského impéria. V roce 2000 byl uveden do Mezinárodní tenisové síně slávy.